# Komisariat Straży Celnej „Chorzele”

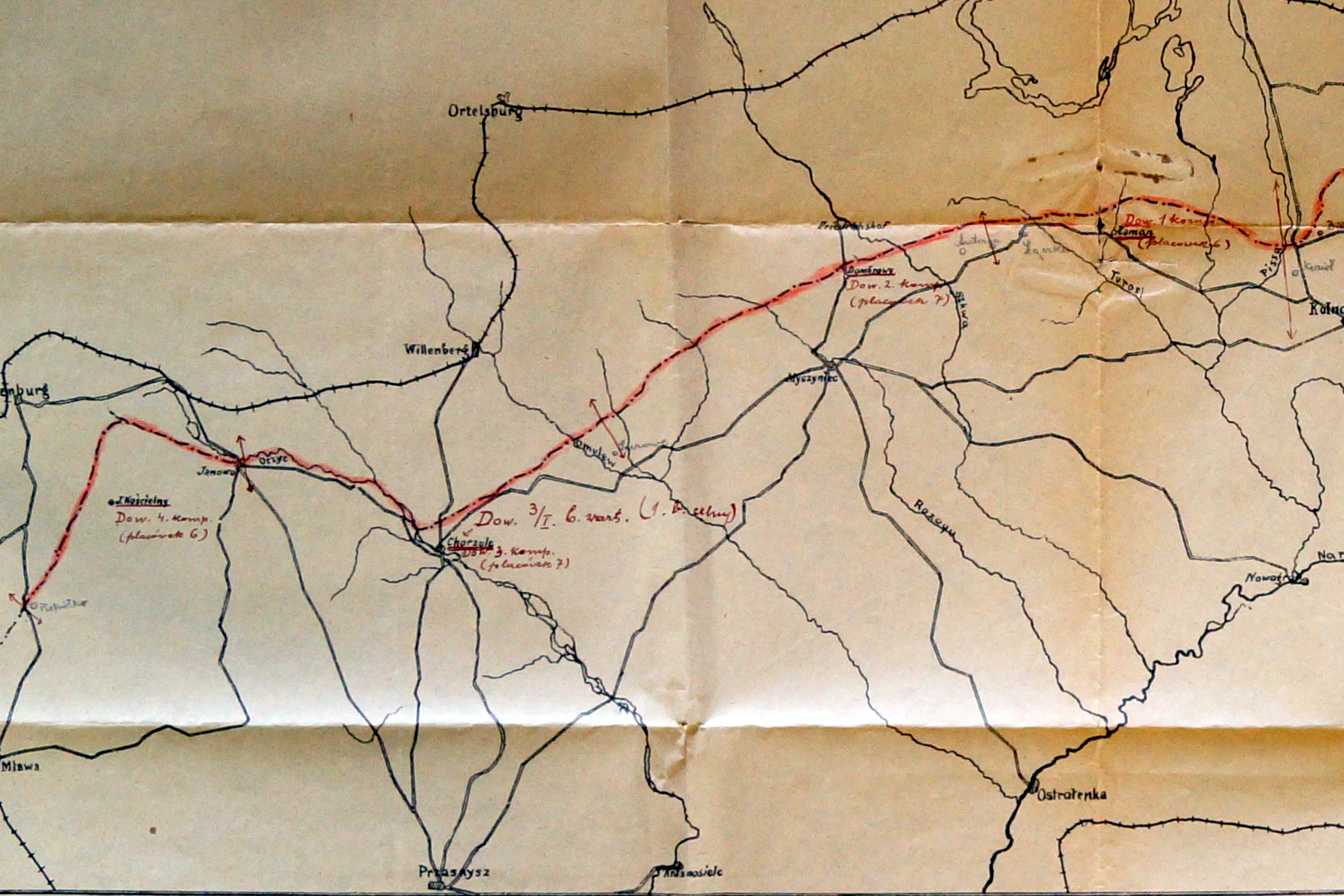
Szkic rozmieszczenia pododdziałów
1 batalionu celnego w 1921 roku

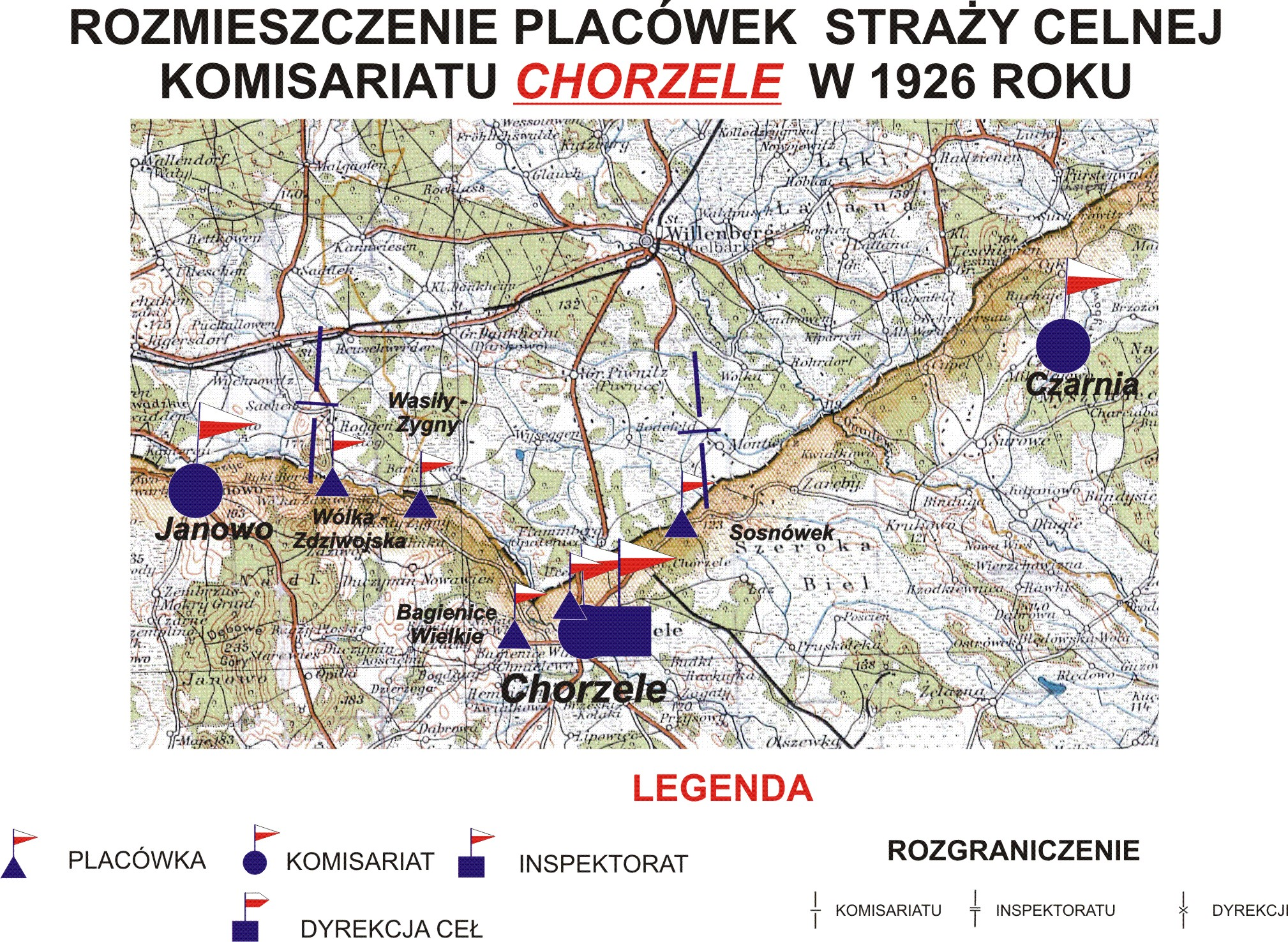
Rozmieszczenie placówek SC komisariatu "Chorzele" w 1926 roku

Komisariat Straży Celnej „Chorzele” – jednostka organizacyjna Straży Celnej pełniąca służbę ochronną na granicy polsko-niemieckiej w latach 1921–1927.

## Formowanie i zmiany organizacyjne
Na wniosek Ministerstwa Skarbu, uchwałą z 10 marca 1920 roku, powołano do życia Straż Celną. Od połowy 1921 roku jednostki Straży Celnej rozpoczęły przejmowanie odcinków granicy od pododdziałów Batalionów Celnych. W 1921 roku w Chorzelach stacjonował sztab 3 kompanii 1 batalionu celnego. Proces tworzenia Straży Celnej trwał do końca 1922 roku. Komisariat Straży Celnej „Chorzele”, wraz ze swoimi placówkami granicznymi, wszedł w podporządkowanie Inspektoratu Straży Celnej „Chorzele”.
1 czerwca 1921 roku w Chorzelach stacjonowała jeszcze 3 kompania celna 1 batalionu celnego. Posiadała ona swoje placówki w miejscowościach: Zaręby I, Zaręby II, Kopiejka, Chorzele, Wasiły, Wólka, Ryki-Borkowo i w Janowie. Na przełomie roku 1921/1922 ochronę granicy państwowej w tym rejonie od pododdziałów 1 batalionu celnego przejęła Straż Celna.
Rozporządzeniem Prezydenta Rzeczypospolitej Polskiej Ignacego Mościckiego z 22 marca 1928 roku, do ochrony północnej, zachodniej i południowej granicy państwa powoływano z dniem 2 kwietnia 1928 roku Straż Graniczną.
Rozkazem nr 1 z 12 marca 1928 roku w sprawach organizacji Mazowieckiego Inspektoratu Okręgowego, Naczelny Inspektor Straży Celnej gen. bryg. Stefan Pasławski powołał komisariat Straży Granicznej „Chorzele”, który przejął ochronę granicy od rozwiązywanego komisariatu Straży Celnej. 

## Służba graniczna
Sąsiednie komisariaty
- komisariat Straży Celnej „Czarnia” ⇔  komisariat Straży Celnej „Janowo” − 1926

## Funkcjonariusze komisariatu
Kierownicy komisariatu
| stopień  | imię i nazwisko, numer | okres pełnienia służby | kolejne stanowisko              |
| -------- | ---------------------- | ---------------------- | ------------------------------- |
| komisarz | Bronisław Benit        | 21 IV 1923 – 1926      | kierownik komisariatu „Dąbrowy” |
| komisarz | Władysław Opatto       | 1926 –                 |                                 |

Obsada personalna w 1927:
- kierownik komisariatu – komisarz Władysław Opatto
- pomocnik kierownika komisariatu – podkomisarz Bernard Brzozowski

## Struktura organizacyjna
Organizacja komisariatu w 1926 roku:
- komenda – Chorzele
- placówka Straży Celnej „Wólka”
- placówka Straży Celnej „Wasiły”
- placówka Straży Celnej „Bagienice”[b]
- placówka Straży Celnej „Chorzele”
- placówka Straży Celnej „Sosnówek”